# Festival del Orgullo de Cairns
El Festival del Orgullo de Cairns (antes conocido como el Orgullo Tropical de Cairns) es un festival del orgullo que se celebra cada año en Cairns, Australia, y el mayor evento LGBT en Far North Queensland. El primer evento se celebró en 2006, y originalmente se celebró junto con el Festival de Cairns antes de cambiar su nombre para 2015 y 2016 a «Tropical Mardi Gras» y su calendario a octubre. El evento volvió a llamarse Orgullo Tropical de Cairns en 2017, mientras que desde 2019 tomó el nombre de Festival del Orgullo de Cairns (en inglés: Cairns Pride Festival).
Durante el festival se realizan diversas actividades, como cruceros en barco, fiestas en la piscina, exposiciones de arte y un Día de Feria con un concurso canino, foros comunitarios, desfiles de drag queens y de moda, exposición de arte y premios de reconocimiento a la comunidad. En 2016, el Día de Feria también introdujo una exposición anual de bodas entre personas del mismo sexo.
En 2019, la junta directiva de la organización votó a favor de suspender el festival debido a la falta de apoyo, fondos y voluntarios. No obstante, la fundación Queensland AIDS Council decidió tomar a cargo la organización del evento bajo el nombre Festival del Orgullo de Cairns a partir de ese año luego de consultar a la comunidad LGBT local sobre la continuidad del evento y obtener un apoyo generalizado para su realización.
La edición número 15 del festival, celebrada en 2021, inició con la inauguración de un paso peatonal arcoíris por parte de la concejera local Amy Eden. La celebración incluyó además una exhibición artística de una semana de duración, una fiesta junto a la playa, un espectáculo canino y un día de feria que contó con actividades culturales, culinarias y musicales, entre ellas la presentación de la banda australiana Shakaya.
En 2024, el festival se celebró del 4 al 13 de octubre y continuó siendo organizado por el Queensland Council for LGBTI Health.